# Esclave (film, 1922)
Pour plus de détails, voir Fiche technique et Distribution.
Esclave est un film muet français réalisé par Georges Monca et Rose Pansini, sorti en 1922.

## Fiche technique
- Réalisation : Georges Monca, Rose Pansini[1]
- Scénario : André Legrand
- Photographie : Victor Arménise
- Lieux de tournage : Studios de Saint-Laurent-du-Var[1]
- Société de production : Films Pansini
- Société de distribution : Pathé Consortium Cinéma
- Format : Noir et blanc — 35 mm — 1,33:1 — Muet
- Genre : Film dramatique
- Date de sortie : 
  - France : 1er décembre 1922

## Distribution
- Leda Gys : Jeanne Dubois/Josabbe
- Charles Boyer : Claude Laporte
- Georges Gauthier : le commissaire
- Mario Nasthasio